# OK Zrinski Nuštar
Odbojkaški klub Zrinski Nuštar je muški odbojkaški klub iz Nuštra, Vukovarsko-srijemska županija, Republika Hrvatska. Klub je osnovan 10. travnja 1979. godine u Nuštru.
Trenutno se natječe u 2. Hrvatskoj odbojkaškoj ligi - regija istok - seniori.

## O klubu
OK Zrinski Nuštar iz Nuštra, koji bez prestanka djeluje od 10. travnja 1979. godine i okuplja mnoštvo djece i mladih iz općine Nuštar, a nada se u budućnosti i iz okolice pa i cijele Vukovarsko-srijemske županije. Višegodišnja tradicija i ime Zrinskog iz Nuštra u Slavoniji i Baranji, Hrvatskoj, a i Europi (Kup CEV-a 1993. Godine) i dalje živi u nekolicini domaćih ljudi, Nuštaraca, koji žele da se ta tradicija igranja odbojke u Nuštru nastavi i dalje te prenese na buduće naraštaje. Smatra se ako je klub opstao tijekom ratnih događanja i velikog stradanja Hrvatske, a posebno Nuštra, da može prebroditi sve probleme koji se nađu pred njim. Natječe se u 2. Hrvatskoj odbojkaškoj ligi - istok i u sezoni 2020.2021. je prvoplasirana ekipa. Ovim izvrsnim rezultatom privlači sve veći broj djece i mladih da se bave odbojkom. 
Klub djeluje u više dobnih kategorija:
- mini odbojka
- mala odbojka
- mlađi kadeti
- kadeti
- juniori
- seniori

## 40 godina kluba
Odbojkaški klub Zrinski Nuštar je svečanom večerom i zabavom za navijače, stare i sadašnje igrače, uprave, prijatelje i sponzore, obilježio 40. godina kontinuiranog rada i postojanja.
Nuštarski klub, nekadašnji Hrvatski europski predstavnik (kup CEV-a 1993. godine), rezultatski sjajnu sezonu 2018./2019. (mlađi kadeti – Državno školsko i klupsko prvenstvo, 1. mjesto Međunarodni turnir u Valpovu, 2. mjesto liga Slavonije i Baranje; Seniori – 2. mjesto Hrvatska odbojkaška liga – istok), zaključio je s “feštom za pamćenje” s preko 200 uzvanika pod pokroviteljstvom Općine Nuštar, županije Vukovarsko-srijemske i Hrvatskim odbojkaškim savezom.
Tijekom večeri organizirana je bogata tombola, s preko 115 nagrada naših sponzora i prijatelja kluba te u vlastitoj organizaciji, koja je ozarila lica sretnih dobitnika, a djelomično pokrila troškove organizacije proslave.

## OK Zrinski u europskim natjecanjima

### 1993./94.CEVCUP
CEV Volleyball Challenge Cup - Men je treće po snazi europsko klupsko odbojkaško natjecanje. Organizira ga Europska odbojkaška federacija (CEV).
Natjecanje je osnovano 1980. godine kao CEV Cup (Kup CEV), a od 2007. godine nosi naziv Challenge Cup, dok je dotadašnji Top Teams Cup postao CEV Cup.

#### Kvalifikacijska runda - 1. utakmica
| Zrinski Vibrobeton Nuštar | 2  | 3  | Torpedo Odesa |
| ------------------------- | -- | -- | ------------- |
| Set 1:                    | 9  | 15 |               |
| Set 2:                    | 15 | 10 |               |
| Set 3:                    | 15 | 11 |               |
| Set 4:                    | 13 | 15 |               |
| Set 5:                    | 12 | 15 |               |
| Total                     | 64 | 66 |               |

Izvor: cev.eu

#### Kvalifikacijska runda - 2. utakmica
| Torpedo Odesa | 3  | 1  | Zrinski Vibrobeton Nuštar |
| ------------- | -- | -- | ------------------------- |
| Set 1:        | 12 | 15 |                           |
| Set 2:        | 15 | 05 |                           |
| Set 3:        | 15 | 05 |                           |
| Set 4:        | 15 | 10 |                           |
| Total         | 57 | 35 |                           |

Izvor: cev.eu

## Povijest natjecanja u Republici Hrvatskoj

### Prva Hrvatska liga
- Prva hrvatska odbojkaška liga 1992./93. – 6. mjesto
- Prva hrvatska odbojkaška liga 1993./94. - 7. mjesto
- Prva hrvatska odbojkaška liga 1994./95. - 13. mjesto

### Druga Hrvatska liga
- 2. hrvatska odbojkaška liga za muškarce 1995./96. – 5. mjesto Grupa Sjever
- 2. hrvatska odbojkaška liga za muškarce 1996./97. – 6. mjesto Grupa A
- 2. hrvatska odbojkaška liga za muškarce 1997./98. -
- 2. hrvatska odbojkaška liga za muškarce 1998./99. -
- 2. hrvatska odbojkaška liga za muškarce 1999./00. -
- 2. hrvatska odbojkaška liga za muškarce 2000./01. -
- 2. hrvatska odbojkaška liga za muškarce 2001./02. -
- 2. hrvatska odbojkaška liga za muškarce 2002./03. -
- 2. hrvatska odbojkaška liga za muškarce 2003./04. -
- 2. hrvatska odbojkaška liga za muškarce 2004./05. -
- 2. hrvatska odbojkaška liga za muškarce 2005./06. -
- 2. hrvatska odbojkaška liga za muškarce 2006./07. -
- 1. B hrvatska odbojkaška liga za muškarce 2007./08. – 11. mjesto
- 1. B hrvatska odbojkaška liga za muškarce 2008./09. – 3. mjesto
- 1. B hrvatska odbojkaška liga za muškarce 2009./10. – 8. mjesto
- 2. hrvatska odbojkaška liga za muškarce 2010./11. – 4. mjesto
- 2. hrvatska odbojkaška liga za muškarce 2011./12. - 7. mjesto
- 2. hrvatska odbojkaška liga za muškarce 2012./13. – 6. mjesto
- 2. A hrvatska odbojkaška liga za muškarce 2013./14. – 7. mjesto
- 2. A hrvatska odbojkaška liga za muškarce 2014./15. – 4. mjesto
- 2. A hrvatska odbojkaška liga za muškarce 2015./16. – 2. mjesto
- 2. hrvatska odbojkaška liga za muškarce 2016./17. - 2. mjesto
- 2. hrvatska odbojkaška liga za muškarce 2017./18. – 3. mjesto
- 2. hrvatska odbojkaška liga za muškarce 2018./19. – 2. mjesto
- 2. hrvatska odbojkaška liga za muškarce 2019./20. – 3. mjesto (prekinuto natjecanje)

## Igrači

### Sezona 2020./2021.

#### OK Zrinski 1
| Broj | Ime          | Prezime  | Pozicija       |
| ---- | ------------ | -------- | -------------- |
| 5    | Tihomir      | Škvarić  | Korektor       |
| 10   | Ivan         | Ban      | Bloker         |
| 4    | Stjepan      | Raguž    | Tehničar       |
| 9    | Mario        | Rupčić   | Pucač          |
| 18   | Ivan         | Jukić    | Libero         |
| 2    | Zvonimir     | Tomić    | Korektor       |
| 15   | Mateo        | Kvartuč  | Bloker         |
| 8    | Toni         | Bačić    | Primač         |
| 16   | Ante         | Grec     | Libero         |
| 6    | Igor         | Franić   | Bloker         |
| 14   | Dorijan      | Šimunić  | Tehničar       |
| 13   | Mata         | Šimunić  | Primač         |
| 7    | Matija       | Vrselja  | Pucač          |
| 1    | Josip Rafael | Brčić    | Srednji bloker |
| 3    | Luka         | Mačvanin | Pucač          |
| 12   | Bruno        | Katarina | Primač         |
| 11   | Zlatko       | Rupčić   | Libero         |

#### OK Zrinski 2
| Broj | Ime      | Prezime  | Pozicija |
| ---- | -------- | -------- | -------- |
| 5    | Josip    | Butigan  | Primač   |
| 10   | Šimun    | Ižaković | Primač   |
| 9    | Tomislav | Grec     | Libero   |
| 18   | Rupčić   | Ante     | Pucač    |
| 2    | Rupčić   | Marin    | Pucač    |
| 15   | Fritz    | David    | Tehničar |
| 8    | Karlo    | Bazina   | Pucač    |
| 16   | Popović  | Mario    | Primač   |
| 6    | Škvarić  | Dorian   | Pucač    |
| 14   | Dorijan  | Šimunić  | Tehničar |
| 13   | Mata     | Šimunić  | Primač   |
| 7    | Matija   | Vrselja  | Pucač    |
| 1    | Ivan     | Šarić    | Primač   |
| 3    | Eugen    | Sesar    | Primač   |

### Sezona 2019./2020.
| Broj | Ime          | Prezime    | Pozicija       |
| ---- | ------------ | ---------- | -------------- |
| 5    | Tihomir      | Škvarić    | Dijagonala     |
| 3    | Filip        | Leko       | Srednji bloker |
| 6    | David        | Winkler    | Primač-Pucač   |
| 12   | Ivan         | Pavošević  | Dijagonala     |
| 13   | Petar        | Tomić      | Srednji bloker |
| 14   | Ante         | Grec       | Libero         |
| 8    | Toni         | Bačić      | Primač-Pucač   |
| 15   | Mateo        | Kvatruč    | Srednji bloker |
| 16   | Josip Rafael | Brčić      | Srednji bloker |
| 17   | Jozo         | Vrselja    | Primač-Pucač   |
| 11   | Zlatko       | Rupčić     | Primač-Pucač   |
| 2    | Zvonimir     | Tomić      | Srednji bloker |
| 18   | Ivan         | Jukić      | Primač-Pucač   |
| 9    | Mario        | Rupčić     | Dijagonala     |
| 7    | Mario        | Mihaljević | Primač-Pucač   |
| 4    | Stjepan      | Raguž      | Tehničar       |
| 10   | Ivan         | Ban        | Srednji bloker |
| 1    | Ante         | Leko       | Tehničar       |
| 20   | Matej        | Jerković   | Libero         |

## Vanjske poveznice
- Službena Web stranica OK Zrinski Nuštar  Arhivirana inačica izvorne stranice od 17. travnja 2021. (Wayback Machine)
- Službena Facebook stranica OK Zrinski Nuštar
- Službena Instagram stranica OK Zrinski Nuštar
- Službeni Youtube kanal OK Zrinski Nuštar
- You Tube - Video obilježavanja 40. godina kluba
- Galerija obilježavanja 40. godina kluba